# Титаренко, Владислав Вадимович
Александр Вадимович Титаренко (укр. Олександр Вадимиович Титаренко; 13 сентября 1994, Боровая — 5 августа 2023, Кругляковка) — украинский врач, лейтенант медицинской службы Вооружённых сил Украины, участник российско-украинской войны, отличившийся в ходе российского вторжения в Украину, Герой Украины (посмертно).

## Биография
Окончил харьковскую гимназию № 172. Учился в Харьковском национальном медицинском университете, который окончил в 2018 году. Получил диплом с отличием и выбрал специальность хирурга. В 2017 году окончил военную кафедру и получил звание младшего лейтенанта медицинской службы запаса. После окончания интернатуры работал в 25-й клинической больнице Харькова.
С начала российского вторжения в Украину работал в 25-й клинической больнице Харькова, где оказывал медпомощь раненым. 7 декабря 2022 года мобилизован в военный госпиталь в Харькове. Впоследствии работал в мобильном военном госпитале в Купянском районе, в течение нескольких последних месяцев занимал должность командира передовой хирургической группы и основного хирурга.
Погиб 5 августа 2023 года в результате российского удара управляемой авиабомбой по центру переливания крови в селе Кругляковка в Харьковской области. В результате вспыхнул пожар; на месте погибли два человека.